# Premi Feroz a la millor música original
El Premi Feroz a la millor música original és un premi cinematogràfic atorgat anualment des de 2014 per l'Associació d'Informadors Cinematogràfics d'Espanya.

## Guanyadors i nominats
| Edició | Any  | Guanyador                           | Pel·lícula               | Nominats |
| ------ | ---- | ----------------------------------- | ------------------------ | --- |
| I      | 2014 | Victor Reyes                        | Grand Piano              | - Alberto Iglesias - Los amantes pasajeros - Joan Valent - Las brujas de Zugarramurdi - Josh Rouse - La gran familia española - Pat Metheny - Vivir es fácil con los ojos cerrados                                              |
| II     | 2015 | Julio de la Rosa                    | La isla mínima           | - Pascal Gaigne - Loreak - Rafael Arnau - Mortadel·lo i Filemó contra en Jimmy el Catxondo - Roque Baños - El Niño - Lucio Godoy i Federico Jusid - La vida inesperada                                                          |
| III    | 2016 | Shigeru Umebayashi                  | La novia                 | - Javier Rodero - Anacleto: agente secreto - Alberto Iglesias - Ma ma - Lucas Vidal - Palmeras en la nieve - Roque Baños - Regression                                                                                           |
| IV     | 2017 | Fernando Velázquez                  | Un monstre em ve a veure | - Olivier Arson - Que Dios nos perdone - Alberto Iglesias - Julieta - Julio de la Rosa - El hombre de las mil caras - Silvia Pérez Cruz - Cerca de tu casa                                                                      |
| V      | 2018 | Pascal Gaigne                       | Handia                   | - José Luis Perales i Pablo Perales - El autor - Carlos Riera i Joan Valent - El bar - Alfons de Vilallonga i Serra - The Bookshop - Eugenio Mira - Verónica                                                                    |
| VI     | 2019 | Alberto Iglesias                    | Quién te cantará         | - Olivier Arson - El reino - Nico Casal - La enfermedad del domingo - Alberto Iglesias - Yuli - Lucas Vidal - El árbol de la sangre                                                                                             |
| VII    | 2020 | Alberto Iglesias                    | Dolor y gloria           | - Zeltia Montes- Adiós - Arturo Cardelús - Buñuel en el laberinto de las tortugas - Pascal Gaigne - La trinchera infinita - Alejandro Amenábar - Mientras dure la guerra - Cristobal Tapia de Veer - Ventajas de viajar en tren |
| VIII   | 2021 | Koldo Uriarte i Bingen Mendizábal - | Baby                     | - Roque Baños - Adú - Maite Arrotajauregi i Aranzazu Calleja - Akelarre - Roque Baños - Explota explota - Federico Jusid i Adrián Foulkes - No matarás                                                                          |